# Lio Rush
Lionel Gerard Green (ur. 11 listopada 1994 w Lanham) – amerykański profesjonalny wrestler obecnie występujący w federacji WWE w brandzie NXT pod pseudonimem ringowym Lio Rush. Poza federacją WWE, jest znany również z występów w Ring of Honor (ROH), w którym zwyciężył Top Prospect Tournament 2016, a także z Combat Zone Wrestling (CZW), w którym był jednokrotnym posiadaczem CZW World Heavyweight Championship i dwukrotnym posiadaczem CZW Wired Championship.

## Kariera profesjonalnego wrestlera

### Wczesna kariera
Green zadebiutował w profesjonalnym wrestlingu występując jako LI Green. Ze względu na negatywną opinię pseudonimu ringowego ze strony promotorów, zmienił go na Lennon Duffy.

### Federacje niezależne (2014–2017)
W 2014 rozpoczął treningi w szkółce MCW Training Center federacji Maryland Championship Wrestling. W ringu zadebiutował podczas gali Tribute To The Legends 2014 i utworzył drużynę „Sudden Impact” z Patrickem Clarkiem. 18 lipca wygrał turniej Shane Shamrock Memorial Cup XV pokonując Brandona Scotta, Drolixa, Eddiego Edwardsa, Matta Crossa i Shane’a Stricklanda w sześcioosobowej eliminacyjnej walce. 3 października, Rush i Patrick Clark zdobyli MCW Tag Team Championship pokonując drużyny The Hell Cats i The Ecktourage. Trzynaście dni później utracili tytuły na rzecz The Ecktourage. Rush występował również dla Evolve Wrestling, w którym 6 listopada pokonał Freda Yehi'ego, aczkolwiek dzień później poniósł porażkę w starciu z Ethanem Pagem. W czerwcu 2016 stał się uczestnikiem turnieju Elite World Championship federacji Lucha Libre Elite. W pierwszej rundzie pokonał Davida Tita, lecz 25 czerwca w ćwierćfinale odpadł będąc pokonanym przez Michaela Elgina. 18 lutego 2017, Rush zadebiutował dla Pro Wrestling Guerrilla (PWG) podczas gali Only Kings Understand Each Other, gdzie został pokonany przez Ricocheta. 27 maja 2017 pokonał Kena Broadwaya podczas gali Adrenaline federacji House of Glory i zdobył HOG Crown Jewel Championship. Rush utracił tytuł na rzecz Anthony’ego Gangone'a podczas gali Never Trust a Snake z 1 lipca.

### Combat Zone Wrestling (2014–2017)
Green, występujący jako Lennon Duffy, zadebiutował w Combat Zone Wrestling (CZW) 31 grudnia 2014 i pokonał w debiucie Sluggera Clarka. On i Clark zaczęli występować wspólnie jako drużyna Sudden Impact. 12 września 2015 zmienił swój pseudonim na „Lio Rush” i rozpoczął rywalizację z Joeyem Janelą. Podczas gali Down With the Sickness 2015, Janela pokonał Rusha, Trevora Lee i Caleba Konleya. Na gali Night of Infamy z 21 listopada, Rush przegrał z Janelą w pojedynku o CZW Wired Championship. 12 grudnia podczas gali Cage of Death XVII zdobył CZW Wired TV Championship pokonując Janelę. Po raz pierwszy skutecznie obronił tytuł w pojedynku z Kevinem Bennettem z 16 stycznia, lecz mistrzostwo utracił na rzecz Janeli 13 lutego na gali CZW Seventeen. 26 marca 2016 podczas gali CZW Proving Ground, Rush pokonał Janelę, Dave’a Crista i Davida Starra zdobywając ponownie CZW Wired Championship. Ponownie utracił tytuł na rzecz Janeli w ladder matchu na gali Down With the Sickness z 10 września. Po zakończeniu rywalizacji z Janelą, Rush rozpoczął kolejną z Samim Callihanem i stał się antagonistą.
13 maja 2017 pokonał Joego Gacy'ego i zdobył CZW World Heavyweight Championship. Tytuł utracił 17 dni później na rzecz Daveya Richardsa. 8 lipca ogłosił, że po raz ostatni wystąpi dla CZW 5 sierpnia. Podczas ostatniego wystąpienia pokonał Janelę na gali CZW Once in a Lifetime.

### Ring of Honor (2015–2017)
W sześć miesięcy po swoim debiucie w profesjonalnym wrestlingu, Rush przyłączył się do szkółki federacji Ring of Honor (ROH), lecz ostatecznie nie podpisał kontraktu z federacją. Po zebraniu doświadczenia na scenie federacji niezależnych, Rush ponownie zaczął występować w szkółce i dzięki wsparciu Kevina Kelly’ego, Steve’a Corino, Adama Cole’a, Jaya Lethala i Kyle’a O’Reilly’ego stał się członkiem turnieju ROH Top Prospect Tournament 2016. Dla federacji oficjalnie zadebiutował 19 grudnia 2015, gdzie w Dark matchu pokonał Vinny'ego Marseglię. Rush wygrał cały turniej pokonując kolejno Jasona Kincaida i Briana Fury’ego. 31 marca federacja ROH ogłosiła podpisanie kontraktu z zawodnikiem. Podczas pierwszego dnia gali Supercard of Honor X z 1 kwietnia 2016, Rush zawalczył i przegrał z Jayem Lethalem o ROH World Championship. Podczas pierwszego dnia gali Survival of the Fittest pokonał Misterioso Jr.'a, Hangmana Page’a i Sho, dzięki czemu dotarł do finału turnieju Survival of the Fittest. Podczas finałowej walki został wyeliminowany przez Bobby’ego Fisha. Podczas grudniowej gali Final Battle, Rush zastąpił ACH w six-man tag team matchu będącym finałem turnieju o inauguracyjnych posiadaczy ROH World Six-Man Tag Team Champions. Rush, Kushida i Jay White zostali pokonani przez The Kingdom (Matta Tavena, TK O'Ryana i Vinny'ego Marseglię). W marcu 2017 federacja ROH rozwiązała kontrakt z Rushem.

### WWE

#### NXT (od 2017)
9 lipca 2017 zostało ogłoszone, że Rush podpisał kontrakt z federacją WWE i zostanie przydzielony do rozwojowego brandu NXT; federacja potwierdziła informację 21 sierpnia. W programach federacji zadebiutował 4 października podczas odcinka tygodniówki NXT, gdzie został zaatakowany przez Velveteen Dreama (byłego partnera z innych federacji, który występował jako Patrick Clark). Tydzień później stoczyli ze sobą walkę, którą wygrał Dream. Pod koniec miesiąca zażartował we wpisie na swoim Twitterze odnośnie do zwolnienia Emmy z federacji, przez co został skrytykowany przez zawodników brandu NXT, a także zawodników z głównego rosteru. Z tego powodu Rush nie występował na galach federacji do 30 listopada. Do telewizji powrócił 10 stycznia 2018, gdzie w odcinku NXT przegrał z Larsem Sullivanem. W NXT występował nieregularnie, kiedy w październiku 2018 roku został menadżerem zawodnika RAW Bobby'ego Lashleya przechodząc heel turn. Na początku 2019 roku znów został odcięty od telewizji i nie występował w WWE. We wrześniu 2019 roku wrócił do NXT gdzie zdobył WWE NXT Cruiserweight Championship po wygranej w Drewem Gulakiem. Ponownie stał się face'em. 

## Życie prywatne
Green mieszka w rodzinnym mieście Lanham w stanie Maryland. W szkole średniej w Lanham odbywał treningi przygotowujące go do kariery profesjonalnego wrestlera. Ma dwóch synów.

## Styl walki
- Finishery

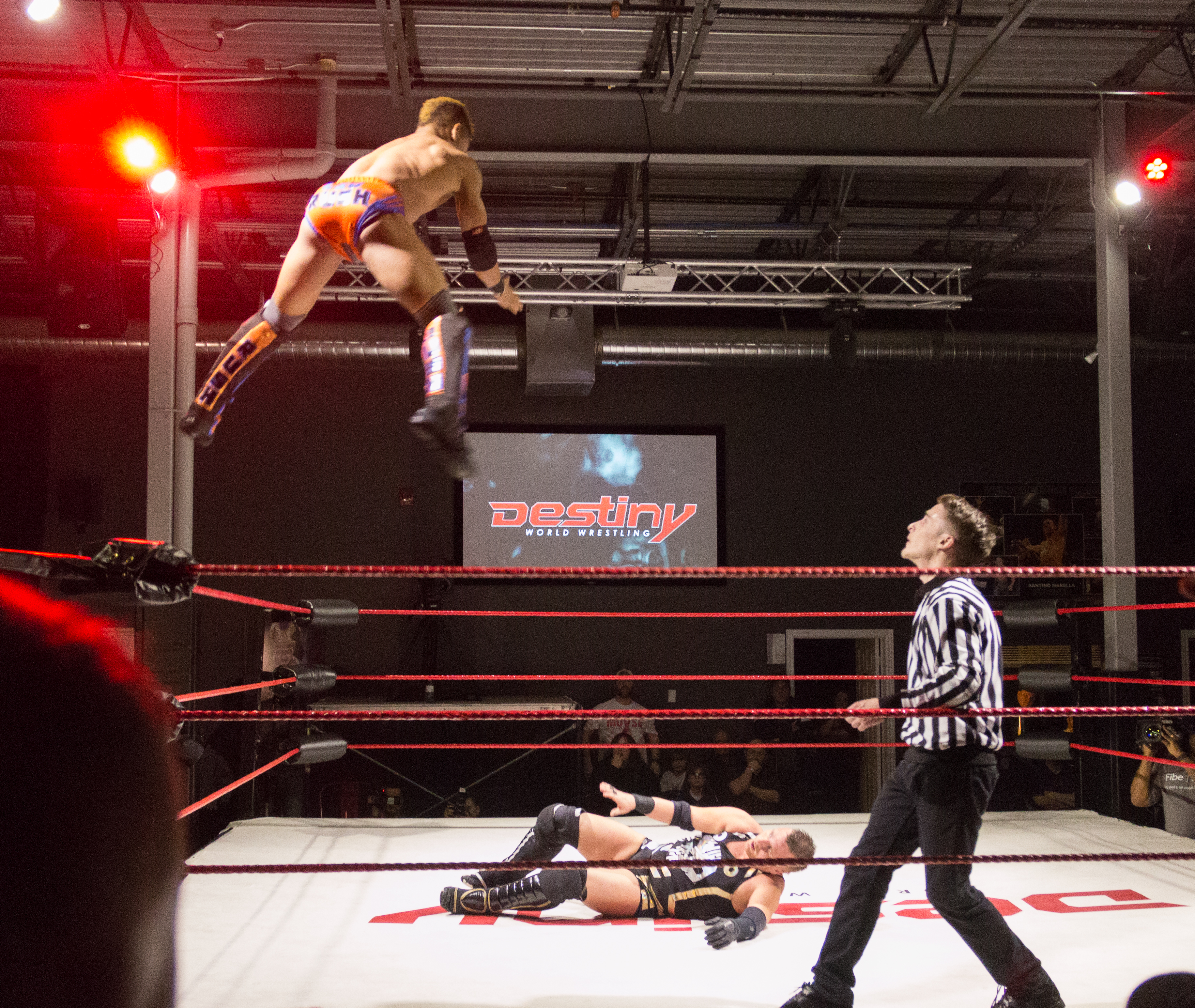
Rush wykonujący Final Hour

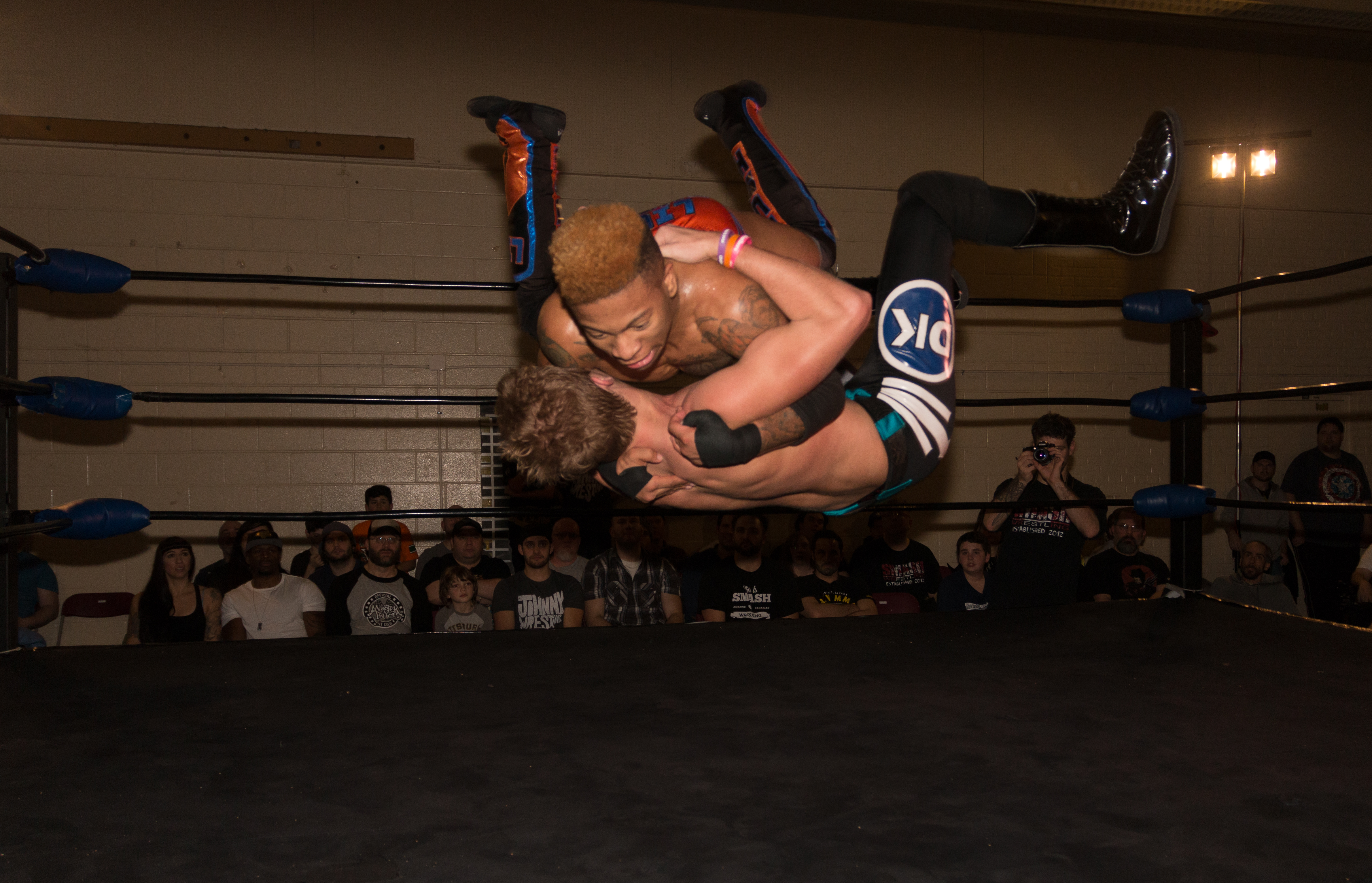
Rush wykonujący Rush Hour na Kevinie Bennettcie

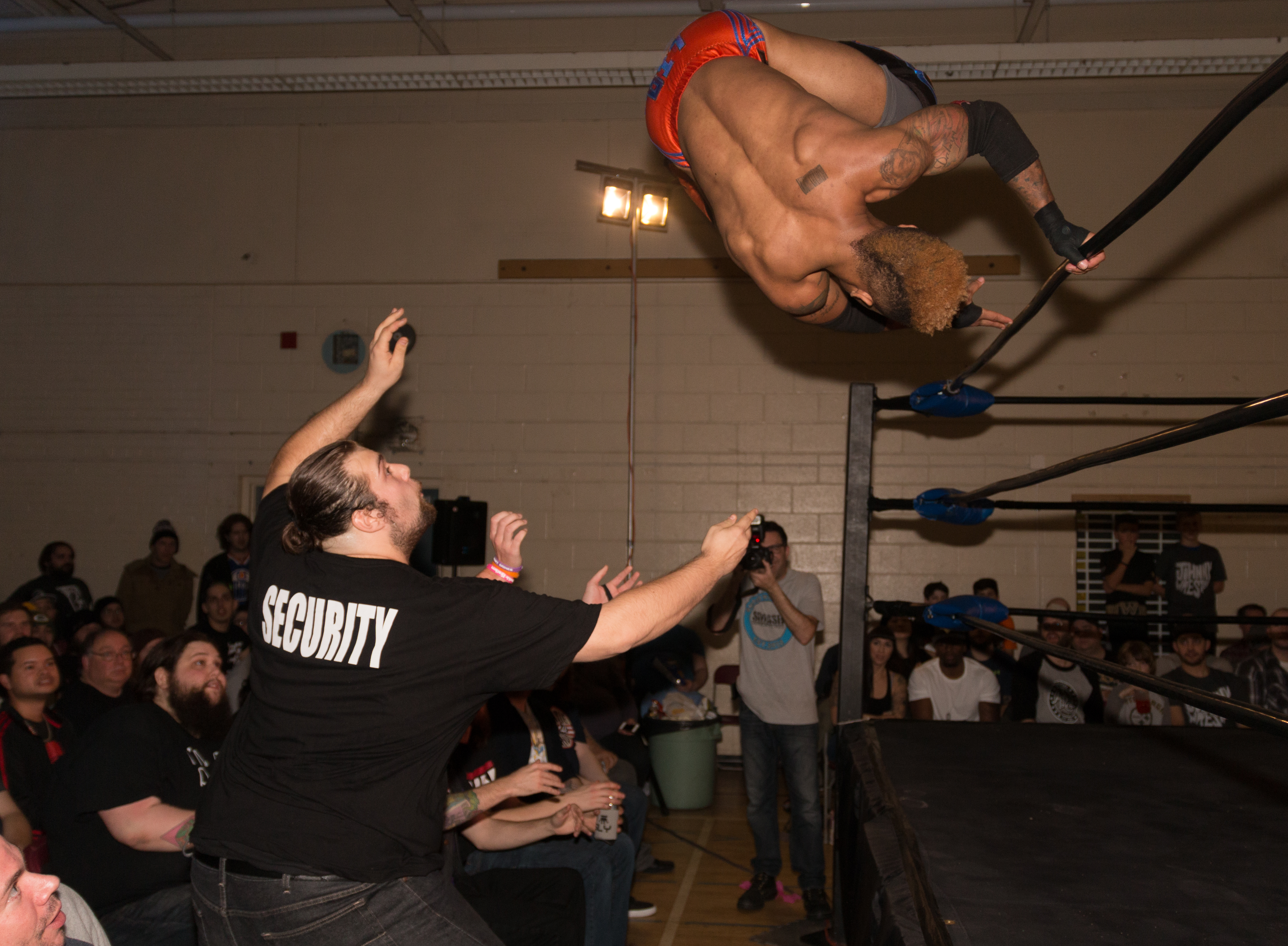
Rush wykonujący somersault plancha

  - Final Hour (Split-legged frog splash)[35]
  - Rush Hour (Standing moonsault side slam)[36]
- Przydomki
  - „Blackheart”[37]
  - „M.O.T.H. (Man of the Hour)”[38]
- Motywy muzyczne
  - „Paint It Black” ~ Ciara (federacje niezależne)[39]
  - „I Came to Collect” ~ CFO$ (NXT)[40]

## Mistrzostwa i osiągnięcia
- Combat Zone Wrestling

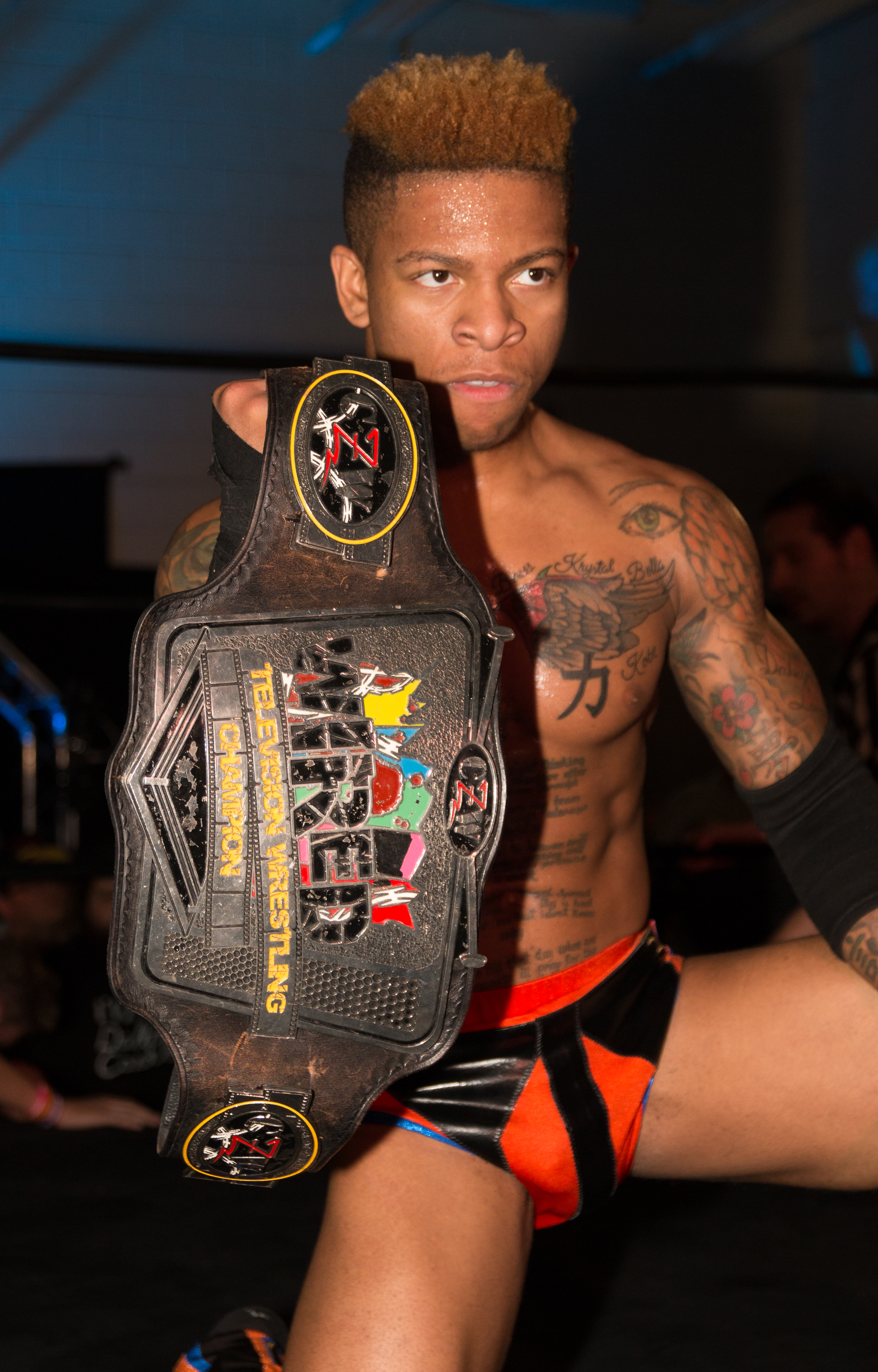
Rush z tytułem CZW Wired Championship

  - CZW World Heavyweight Championship (1 raz)[41]
  - CZW Wired Championship (2 razy)[42][43]
- DDT Pro-Wrestling
  - Ironman Heavymetalweight Championship (1 raz)
- House of Glory
  - HOG Crown Jewel Championship (1 raz)
- Maryland Championship Wrestling / MCW Pro Wrestling
  - MCW Tag Team Championship (1 raz) – z Patrickem Clarkiem[44]
  - Shane Shamrock Memorial Cup (2015, 2016)[7]
- Pro Wrestling Illustrated
  - PWI umieściło go w top 500 wrestlerów rankingu PWI 500: 180. miejsce w 2016; 10. miejsce w 2017[45]
- Ring of Honor
  - ROH Top Prospect Tournament (2016)[25]
- WWE
  - WWE United Kingdom Championship Invitational (2018)[46]